# ブラッド・スミス (1994年生のサッカー選手)
ブラッド・スミスことブラッドリー・ショーン・スミス（Bradley Shaun Smith, 1994年4月9日 - ）は、オーストラリア・ペンリス出身のサッカー選手。サッカーオーストラリア代表。D.C. ユナイテッド所属。ポジションはディフェンダー、ミッドフィールダー。

## 経歴

### クラブ
オーストラリアのペンリスに生まれ、14歳のときにイギリスに移住した。リヴァプールFCの下部組織出身プレーヤーで、2013年にトップ昇格した。2014年にスウィンドン・タウンFCとレンタル移籍した。
2016年7月27日、AFCボーンマスへ4年契約で完全移籍。だが怪我もあり出場機会は少なく、2018年8月8日にMLSのシアトル・サウンダーズFCへレンタル移籍。2020年1月にはカーディフ・シティFCへレンタル移籍。
2020年8月5日、ボーンマスからの退団が発表された。
2020年9月17日、シアトル・サウンダーズに復帰した。
2022年1月27日、D.C. ユナイテッドに移籍した。

### 代表
U-20まで各世代別のイングランド代表に選出されていたが、その後オーストラリア代表に選出されている。

## 個人成績
| クラブ               | シーズン | リーグ | リーグ | FAカップ | FAカップ | リーグカップ | リーグカップ | その他 | その他 | 通算 | 通算 |
| クラブ               | シーズン | 出場   | 得点   | 出場     | 得点     | 出場         | 得点         | 出場   | 得点   | 出場 | 得点 |
| -------------------- | -------- | ------ | ------ | -------- | -------- | ------------ | ------------ | ------ | ------ | ---- | ---- |
| リヴァプール         | 2013-14  | 1      | 0      | 0        | 0        | 0            | 0            | 0      | 0      | 1    | 0    |
| リヴァプール         | 2014-15  | 0      | 0      | 0        | 0        | 0            | 0            | 0      | 0      | 0    | 0    |
| リヴァプール         | 2015-16  | 4      | 0      | 4        | 1        | 1            | 0            | 1      | 0      | 10   | 1    |
| リヴァプール         | 通算     | 5      | 0      | 4        | 1        | 1            | 0            | 1      | 0      | 11   | 1    |
| スウィンドン・タウン | 2014-15  | 7      | 0      | 0        | 0        | 2            | 0            | 1      | 0      | 10   | 0    |
| スウィンドン・タウン | 通算     | 7      | 0      | 0        | 0        | 2            | 0            | 1      | 0      | 10   | 0    |
| 総通算               | 総通算   | 12     | 0      | 4        | 1        | 3            | 0            | 2      | 0      | 21   | 1    |

### 試合数
2017年6月8日現在
| オーストラリア代表 | 国際Aマッチ | 国際Aマッチ |
| 年                 | 出場        | 得点        |
| ------------------ | ----------- | ----------- |
| 2014               | 4           | 0           |
| 2015               | 0           | 0           |
| 2016               | 10          | 0           |
| 2017               | 3           | 0           |
| 通算               | 17          | 0           |